# 笛

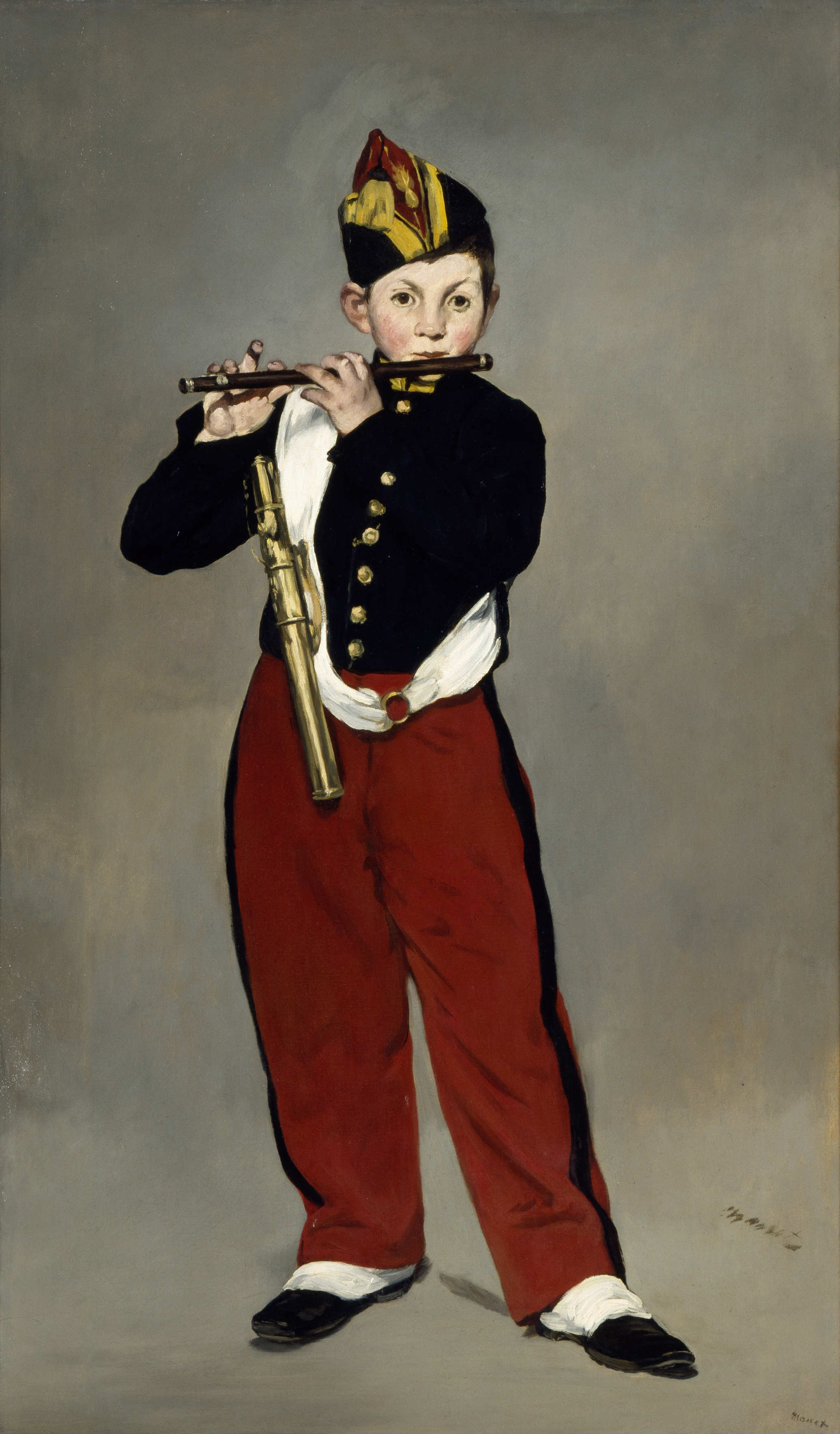
「笛を吹く少年」（1866年）エドゥアール・マネ

笛（ふえ、Flute）は気流によって音を出す器具一般を指す。元来「吹き鳴らすもの」を意味し、現在では楽器、玩具、合図、警報など広い用途で用いられる。特にエアリード構造の木管楽器を指すことが多く、篠笛のように横に構えて吹く笛を「横笛」、リコーダーのように縦に構えて吹く笛を「縦笛」と呼ぶ。楽器分類学上は気鳴楽器に分類される。
語源は吹柄、吹枝（いずれもフキエないしフクエ）といわれるが異説も多い。文献上の初出は日本書紀の「天之鳥笛」であるが詳しい形状などは不明である。万葉仮名では「輔曳」と表記された。

## 歴史
笛の起源はきわめて古く、動物の骨に穴を開けた旧石器時代のホイッスル、旧石器時代のフルートらしきものがスイスから出土している。笛には縦笛と横笛が存在するが、構造上まず縦笛が出現し、その後横笛が開発されたと考えられている。笛は太鼓と並んで古代から基本的構造がほとんど変わらなかった楽器である。

### 欧州での歴史
3万年から3万7千年前のものと推定される、マンモスの巨大な牙から作られた長さ18.7cmの3穴フルートが、2本、ドイツのバーデン＝ヴュルテンベルク州南部のウルム近くのガイセンクレステルレ洞窟	Geißenklösterleで2004年に発見された。

### 日本の中での歴史
奈良・平安時代において笛というと主に雅楽の管楽器であり、現在の龍笛（竜笛）、笙、篳篥、高麗笛、神楽笛のほか尺八、簫（しょう）なども用いられていた。このうち笙、篳篥は後に笛とは区別されるようになる。神楽笛は大和笛とも呼ばれることから、大陸から龍笛や高麗笛が伝来する以前の日本に、すでに笛が存在していたと考えられる。事実、奈良県天理市星塚一号古墳（古墳時代後期）から横笛と思しき遺物が出土している。ただし、これは奈良時代以降の横笛の形状とは異なる点も多い。縄文時代や弥生時代においても、土笛や石笛が使われていた。

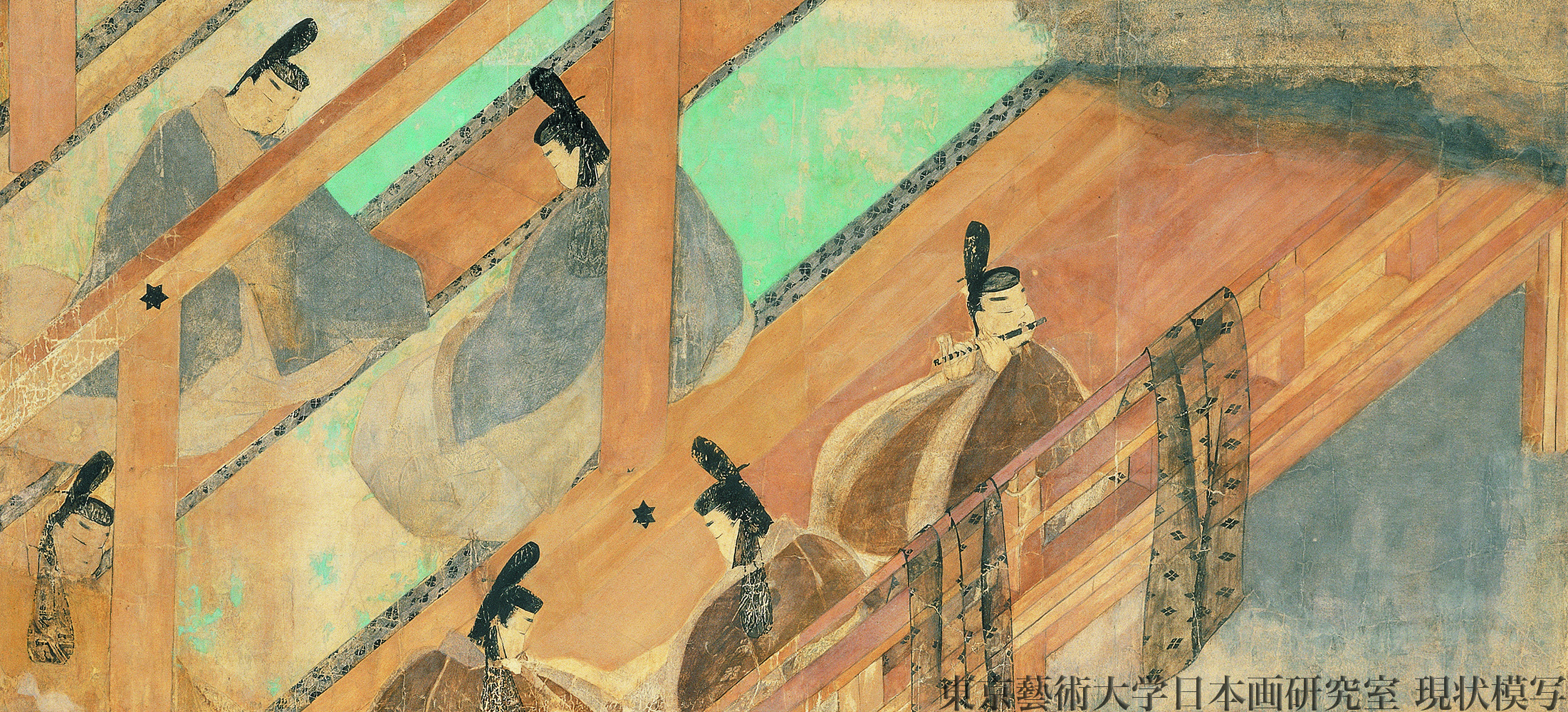
笛を吹く夕霧 —『源氏物語絵巻』鈴虫二（平安時代後期・12世紀）

源氏物語にも種々の笛が登場するが、単に笛という場合は龍笛（竜笛）を指すことが多く、そのほかは「さくはちのふえ」（尺八）、「さうのふえ」（笙）、「こまぶえ」（高麗笛）などのように限定している。物語中で笛の登場する場面は数多く、なかでも柏木の遺品となった笛が夕霧の手を介して薫の手に渡るという形で、薫の出生の秘密に関わる重要な小道具として扱われている。このように平安時代、笛は貴族の男性にとって音楽の教養の基本とされた楽器であり、村上天皇や一条天皇は笛の名手であったといわれる。また、平敦盛や源義平にまつわる笛はいずれも「青葉の笛」と呼ばれて伝えられている。

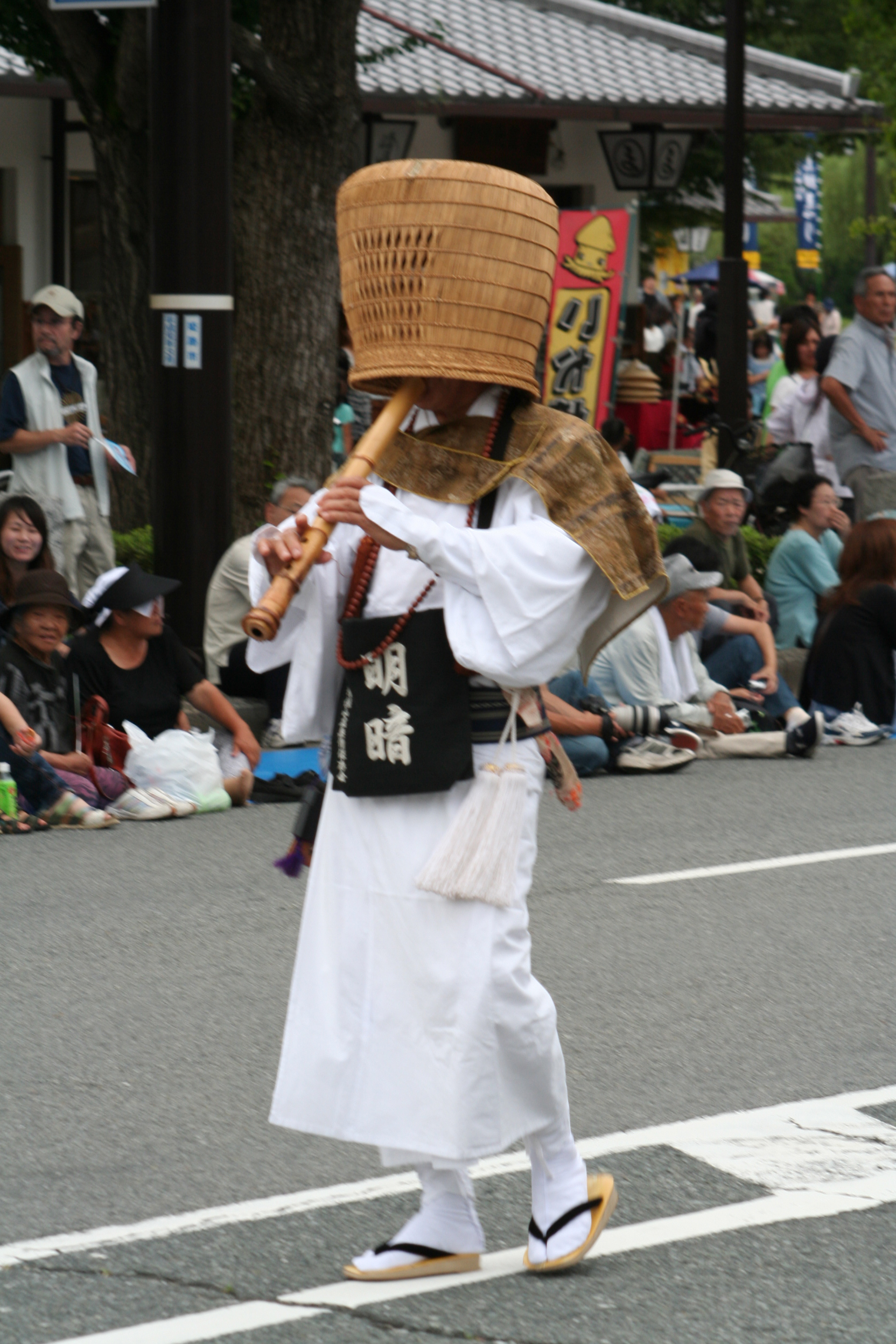
兵庫県・姫路市での第60回姫路お城祭で尺八を吹きながら吹禅を行う虚無僧

平安中期以降の田楽は鼓や鉦を中心とするものであったが、絵巻物には笛も見られる。田楽その他の芸能が発展して室町時代にその形を整えた能においても、世阿弥の頃までには囃子の中に笛が取り入れられていたようであるが、それが現在の能管と同じものかはわかっていない。ヨーロッパのフルートは 1549年に鹿児島に到着したザビエルと共に日本に入ったことがポルトガル側の資料に残っている。

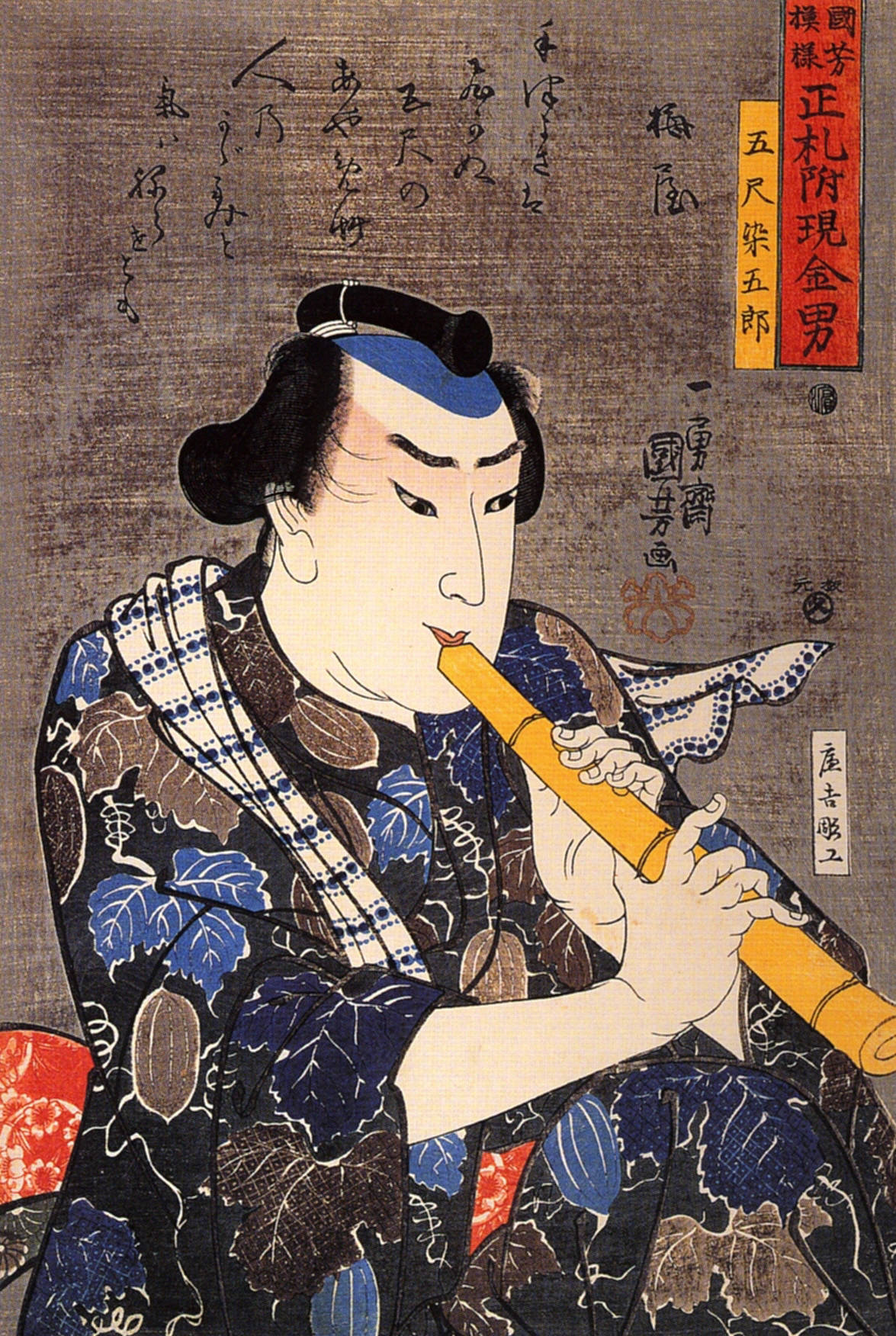
「五尺染五郎」歌川国芳

江戸時代盛んになった歌舞伎には主に能管、篠笛が用いられる。庶民の祭礼（祭囃子）、神楽（里神楽）、獅子舞には篠笛が多く見られるが、龍笛や能管を用いる地方もある。また、鳥や虫などの擬音を出すさまざまな笛も江戸時代に登場し、庶民の玩具として人気となった。1853年に浦賀に着いたペリー提督の艦隊には楽隊が含まれており、この後、多くの西洋の楽器が日本に流入することになる。そしてクラリネットやオーボエなど木管楽器も総じて笛と呼び習わし、金管楽器は喇叭（らっぱ）と呼ばれるようになった。

## 笛の分類
笛という語が表す範囲はかなり広いため、発音原理上からの分類は「木管楽器」に譲り、ここではいくつかの異なる観点から分類している。

### 構え方による大分類
- 縦笛 - 縦に構えて吹く笛の総称。
- 横笛 - 横に構えて吹く笛の総称。
- 鼻笛 - 鼻に当てて鼻息で演奏する笛。日本の楽器には無いが東南アジアからオセアニア地域に見られる。口からの息は不浄であるとの考え方から鼻息を用いるとされている。

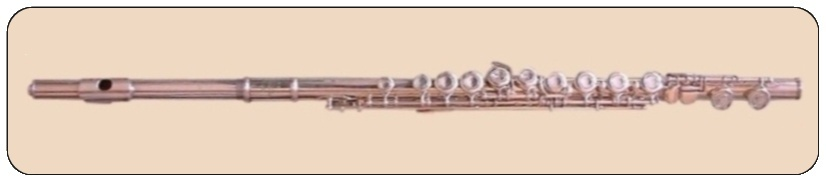
横笛の一種、フルート。
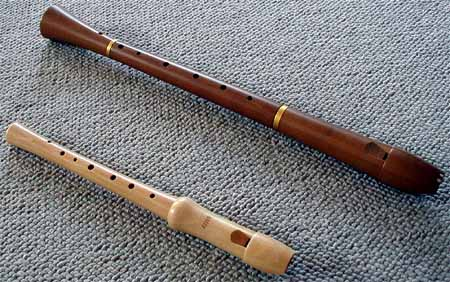
縦笛の一種、リコーダー。
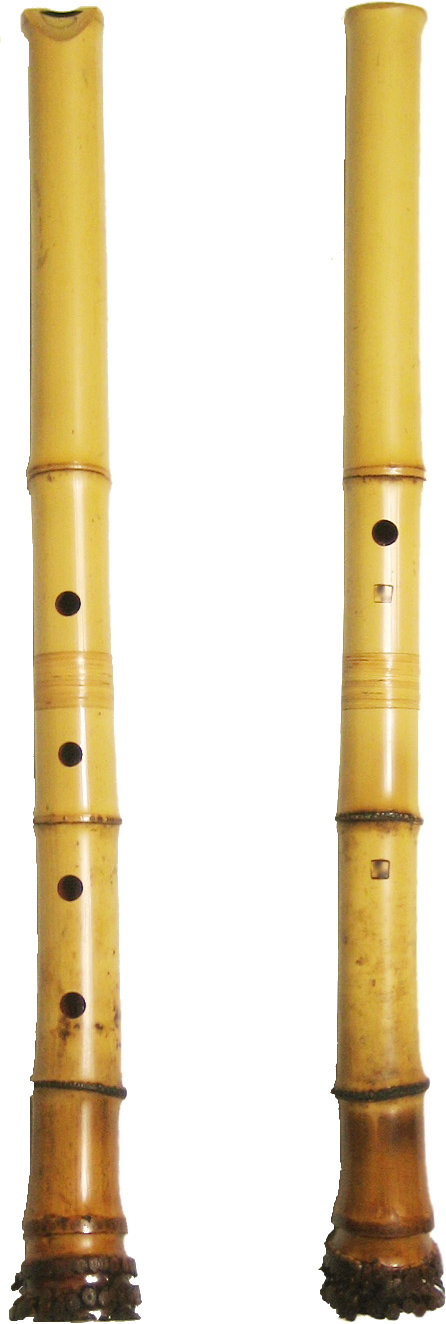
縦笛の一種、尺八。

### 材料による大分類
- 自身の肉体を笛にするもの
  - 口笛 - 口を窄めて息を強く出して笛のような音を鳴らすこと。皮笛ともいう。指笛を口笛ということもある。
  - 指笛 - 口に指を入れ息を強く出して笛のような音を鳴らすこと。口笛ともいう。
  - 手笛 - 手を組んで作った空洞に息を吹き入れて笛のような音を鳴らすこと。ハンドフルートともいう。

- 竹笛 -内側をくり抜く加工が不要なため、バンブーフルート等、世界中の多くの民族楽器の笛の材料として用いられている。日本の笛はほとんどが竹笛である。
- 木製笛 - 木管楽器。フラウト・トラヴェルソ等。素材はグラナディラ等、一般に硬い材質の木材が使用される。
- 石笛（いわぶえ）- 古代の遺跡から穴の開いた石が発掘されることがあり、楽器ではないかという意見がある。人工的に穴が穿たれたもの、自然に穴の開いたものがあり、貫通型と非貫通型もある。大きいものは磐笛と書く。
- 土笛 - 粘土を焼き固めて作った笛。中国のシュンや陶器製のオカリナなども土笛の一種である。日本では、縄文、弥生時代に作られた土笛が発掘されている。
- 骨笛 - 動物の骨で作った笛。世界各地の古代遺跡から発掘されており、人類最古の笛ともいわれている。
- 角笛 - 動物の角で作った笛。
- 貝笛     - 法螺貝の笛など。
- 紙笛 - 紙を使って音を出す笛の総称。吹き戻し（ピロピロ笛）など。
- 葦笛（あしぶえ、よしぶえ）- 葦の葉を巻いて作った草笛、あるいは葦の茎で作った縦笛。蘆笛と書いて「ろてき」ないし「あしぶえ」ともいう。
- 柴笛 （しばぶえ）- 樫や椎などの若葉の一端を唇に当てて吹き鳴らすもの。
- カラスノエンドウ笛 - ソラマメ属の雑草ヤハズエンドウ（カラスノエンドウ、ピーピー豆ともいう）の種を取り払った豆殻をくわえて鳴らすもの。ダブルリード笛の一種。
- 草笛 - 草の葉や茎をリード及び共鳴管として音を出すものの総称。また、日本では素人作りの田舎じみた竹の横笛（篠笛）を指す場合がある（草競馬、草野球などと同様の用法）。
- 麦笛 - 麦の茎を使った草笛。夏の季語。
- 笹笛 - 笹の葉を使った草笛。
- ドングリ笛 - ドングリ、マテバシイ等の木の実をくり抜いて作った笛。
- 瓢箪（ひょうたん）笛 - 中国、ミャンマー、タイなどで用いられている笛。
- 瓢（ひょん）の笛 - イスノキの葉にできた壺形の虫こぶを瓢の実といい、その中の虫が飛び出して中空になったものを笛として吹き鳴らすもの。秋の季語。
- 竹輪笛（ちくわぶえ）- 竹輪で作った笛。
- 金属製の笛 - 近代のフルートに代表されるもので、洋銀、銀、金、プラチナなどが使用されている。
- プラスチック製の笛 - 学校教材用のリコーダーをはじめ、安価な楽器として普及している。近年ではフルート、クラリネット等の複雑な構造のプラスチック製管楽器（通称「プラ管」）も作られている。
- ガラス製の笛 - クリスタルフルートなど。

### 用途による分類
- 調子笛 - 基準となる音高を鳴らす小さな笛。弦楽器の調弦や、無伴奏の合唱の歌い出しに用いる。
- 牧笛（まきぶえ、ぼくてき）- 家畜への合図に牧童が吹く笛。
- 按摩笛（あんまぶえ）- 按摩が町の中を流して歩く時に吹く笛。発音原理はホイッスルに近い。
- 汽笛 - 船や蒸気機関車で用いられる蒸気を吹き込んで鳴らす笛。時報や合図・信号などに使う。
- 霧笛（むてき、きりぶえ）- 濃霧等の為視界不良のとき、船や灯台等が位置を知らせるために鳴らす音響信号。現在は電気的な音が多い。
- 警笛 - 注意をうながすために鳴らす音。電車・自動車等についている。
- ホイッスル、呼子笛 - 捕物や競技の合図等に用いられる小さい笛。リズム楽器として用いられることもある。
- 救命笛 - 登山で遭難したとき、所在を知らせるために吹く笛。遠くまで届く音が出るようになっている。
- ケトル笛- ケトル（やかん）の注ぎ口に取り付けた蓋の穴に蒸気を流すことにより音を鳴らし、沸騰したことを知らせる機構。

### 楽器の笛の細かい分類

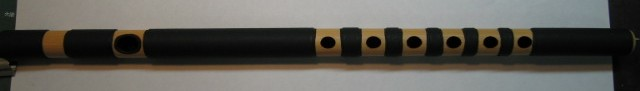
神楽笛

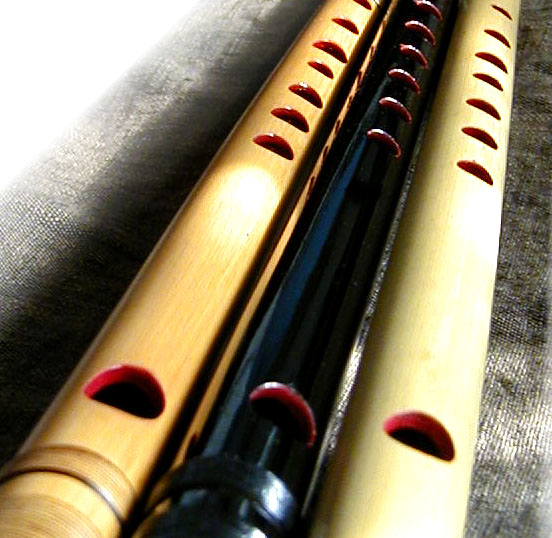
篠笛

- 笛子（てきし：DIZI） - 現代の中国の笛。ディーズともいう。笛子にはC管D管などの曲笛やF管G管などのホウ笛（梆笛）がある。唄口と指孔の間にある響穴に笛膜と呼ばれる竹紙を貼ることにより独特の響きをもたせている。清笛や明笛はこの先祖にあたる。
- テグム - 韓国の横笛。
- リンベ - モンゴルの横笛。
- ケーナ - 南米の縦笛。尺八と同じ発音原理。
- フラウタ - 南米の横笛。
- バーンスリー - インドの竹製横笛。
- スリン - インドネシアやフィリピンで使用される竹製の縦笛。
- ナーイ（ネイ）・カバル - アラブやトルコで使用される縦笛で、笛を斜めに構え、フチの部分に息を当てて音を鳴らす。
- オークラウロ（オークラロ）- 昭和初期に大倉喜七郎が考案した、モダン・フルートの管体に尺八の吹口をつけた金属製の縦笛。
- リコーダー、フルート、クラリネット、オーボエなどの西洋の木管楽器
- 琉球笛（りゅうきゅうぶえ）- 琉球古典音楽の伴奏楽器として用いられる横笛。八重山古典民謡、琉球舞踊、組踊の演奏にも用いる。琉笛（りゅうてき）あるいはファンソウとも呼ばれる。

日本の笛の細かい分類
ジャンルによっては「笛」だけで特定の楽器を指すことがある。例えば能楽でいう笛は能管、民謡や多くの祭礼でいう笛は篠笛を指す。
- 神楽笛（かぐらぶえ）- 宮廷の御神楽（みかぐら）に用いられる横笛。龍笛よりやや低い。神笛（しんてき）、大和笛（やまとぶえ）、太笛（ふとぶえ）ともいう。
- 龍笛（竜笛、りゅうてき）- 雅楽で用いられる横笛。催馬楽や大和歌にも用いる。横笛（おうじょう、ようじょう、おうてき）あるいは主笛（おもぶえ）とも呼ばれる。
- 能管（のうかん）- 能や歌舞伎で用いられる横笛。能笛（のうてき）ともいう。
- 篠笛（しのぶえ）- お祭り（祭囃子、里神楽、獅子舞など）、民謡、歌舞伎・日本舞踊（邦楽囃子）などの舞台音楽、座敷音楽（端唄、小唄など）で用いられる横笛。篠竹製で、単に竹笛（たけぶえ）ともいう。
- 真笛（まこぶえ）- 真竹製で、篠笛と同様の調律がなされた横笛。真竹は節間隔が短いため、中間部分が節を抜いた構造となる。
- 高麗笛（こまぶえ）- 狛笛とも表記される。雅楽で使われる竹製の横笛。高麗楽や東遊びにもちいる。細笛（ほそぶえ）ともいう。
- 歌笛（うたぶえ）- 古く東遊び（あずまあそび）に用いた横笛。高麗笛に似た形状でやや大形。のちに高麗笛で代用することが一般化し用いられなくなった。中管（ちゅうかん）ともいう。
- 唐笛（とうてき）- 雅楽の唐楽にもちいる場合、龍笛の異称。または朝鮮の李王朝の雅楽に用いた横笛で、長さ45cm、指孔は6個（古くは8個）。

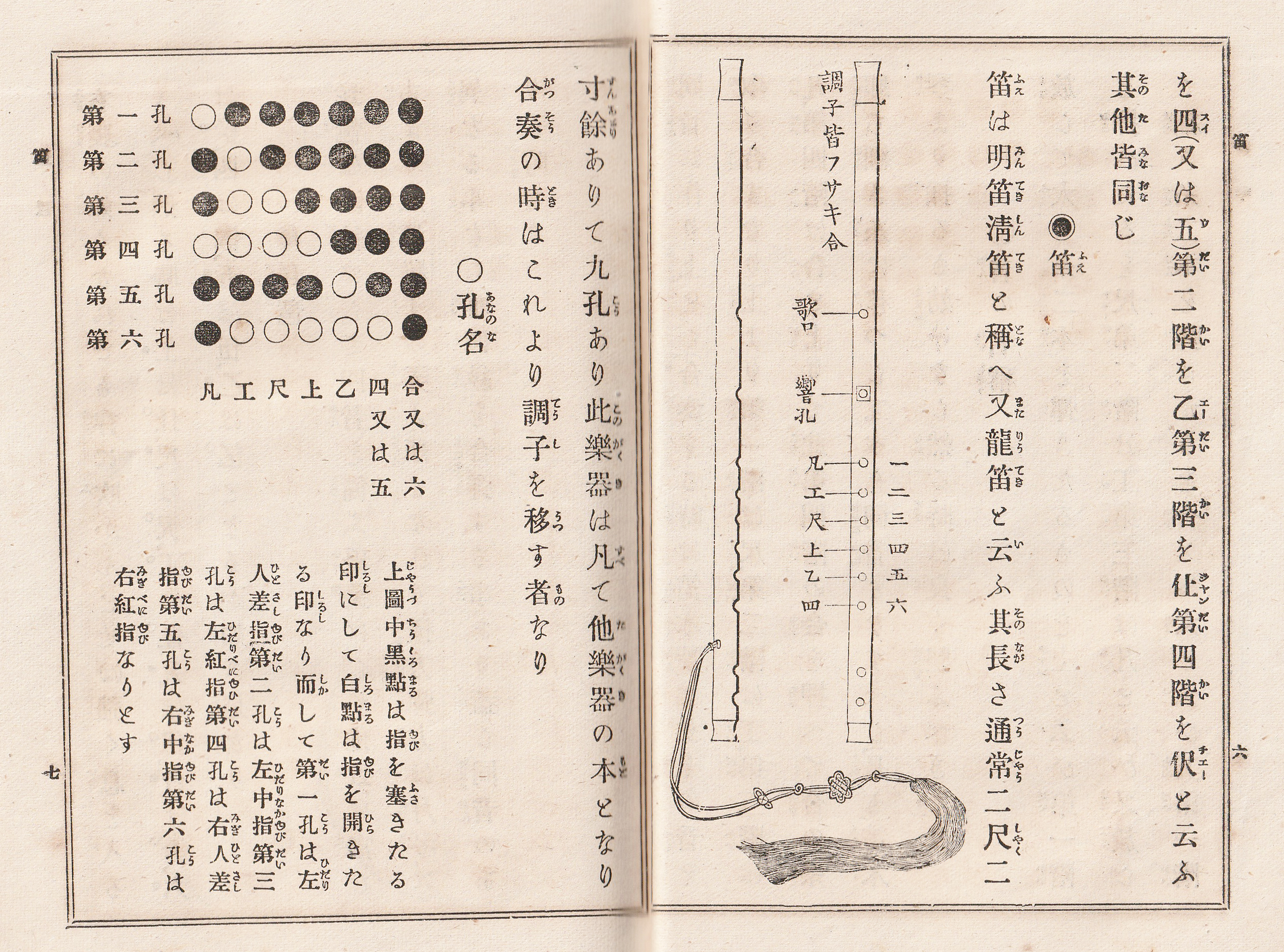
明清楽の明笛・清笛

- 明笛（みんてき）- 明楽に用いる竹製の横笛。明楽は1629年に日本に入った明朝の音楽で一時京都の上流社会で大流行した。吹き口から先の頭部が細く、指孔は6個で吹き口と指孔の間に竹紙（竹の内側の皮）を張るための響孔があるのが特徴。清楽の流入とともに清笛にとって替わられた。また、清笛を含めて明笛ともいう。日本の祭囃子に用いられる6孔の篠笛の中には、明笛あるいは清笛が簡素化したと思われるものもある。
- 清笛（しんてき）- 清楽に用いる竹製の横笛。清楽は文化文政の幕末に入った清朝の音楽で世俗に流行し、明清楽とも言われるようになった。形状は明笛とほぼ同じで律は異なる。明笛とあまり区別されない。日清戦争に際して明清楽は制限されたが、明笛（清笛）は長音階になっていることから大正時代まで青少年に愛奏された。
- 笙 - 雅楽で用いられる。「笙の笛」ともいう。子守唄の歌詞に「でんでん太鼓に笙の笛」というものがあるが笙は市井の楽器ではないためこれは別のものを指すと考えられる。
- 竽（う）- 奈良時代に中国から伝わった竹製の楽器。大型の笙で、笙より1オクターブ低く雅楽に用いられたが、平安中期に廃れた。竽の笛ともいう。
- 簫（しょう）- 中国の竹製縦笛。竹管一本で指孔のあるものを洞簫（どうしょう）、指孔なしで長短数本を一組にしたパンパイプ型のものを排簫（はいしょう）と呼ぶ。
- 尺八 - 真竹で作られた、長さ約54.5cm（一尺八寸）の縦笛。用途によって、より長いものや短いものも使用される。雅楽の尺八に由来するとされるが、詳細は明らかでない。江戸時代に虚無僧によって全国に広まり、明治維新で虚無僧が廃止されると民間へも普及した。古典本曲（独奏・重奏曲）、三曲合奏、民謡の伴奏などに用いられている。現在は、真竹の根元を用い、管内に漆などの「地」（じ）を塗り重ねる内径調整によって調律されたものが一般的であるが、内径加工を行わない「地無し管」も愛好されている。
- 一節切（ひとよぎり）- 長さ約34cmで管の中央に節が一つある真竹製の縦笛。「一節切尺八」とも呼ばれ、尺八と相互に影響があったと思われる。
- 天吹（てんぷく）- 薩摩地方に伝わる一節切に似た布袋竹製の縦笛。

日本の笛の音色による、細かな細かな分類
芝居（歌舞伎の下座音楽など）の効果音として使うもの、狩で獲物を誘い出すために使うものが多く、玩具としても使われる。総称して「擬音笛」という（擬音楽器を参照）。
- 赤子笛 - 赤ん坊の泣き声を出す竹製の笛。ダブルリードをもつ。芝居で使われる。
- 鶯笛 - 鶯（うぐいす）の鳴き声を出す竹製ないし陶製の笛。中に水を入れて使うものもある。初音の笛ともいう。春の季語。
- 牛 - 牛の鳴き声を出す竹製の笛。芝居で使われたが、現在はほとんど使用されない。
- 馬 - 馬の鳴き声を出す竹製の笛。芝居で使われたが、演奏法が難しいため現在は実際の馬の鳴き声を録音したものが使われることが多い。
- 鶉笛 - 鶉（うずら）の鳴き声に似た音を出す笛。鶉狩りで鶉を誘い寄せるために使う。また、雅楽で横笛を短い拍子で吹くこと。
- 烏笛 - 烏（からす）の鳴き声を出す竹製の笛。ダブルリードをもつ。芝居で使われる。
- 雉笛 - 雉（きじ）の鳴き声に似た音を出す笛。猟師が雉を誘い出すために使う。春の季語
- 水鶏笛（くいなぶえ）- 水鶏の鳴き声に似た音を出す笛。クイナを誘い出すために使う。夏の季語。
- 駒笛、駒鳥笛（こまぶえ）- 駒鳥の鳴き声に似た音を出す笛。猟に使う。
- 鹿笛（しかぶえ、ししぶえ）- 鹿の鳴く声に似た音を出す笛。この笛で雌鹿の鳴き声を出し、寄ってきた牡鹿を猟師が討つために使う。アイヌが用いていたものはイテレップという。
- 蝉笛 - 蝉の鳴き声を出す竹製の笛。特に日暮やミンミン蝉の鳴き声のものがある。蝉の模造を飾りとして付けたものが多い。
- 千鳥 - 千鳥の鳴き声に似た音を出す笛。芝居で使われる。
- トヒヨ - とんびの鳴き声に似た音を出す笛。芝居で使われる。
- 鳥笛 - 鳥の鳴き声に似た音を出す笛。または鳥の形をした笛。
- 鶏 - 鶏の鳴き声に似た音を出す笛。芝居で使われる。
- 鳩笛 - 鳩の鳴き声を出す笛。狩りで鳥を呼ぶのに使う。または鳩の形をした素焼きなどの玩具の笛。オカリナを指すこともある。
- 雲雀笛（ひばりぶえ）- 雲雀の鳴き声を出す竹製の笛。春の季語。
- 梟笛（ふくろうぶえ）- 梟の鳴き声を出す笛。芝居で使われる。
- 虫笛 - 虫の鳴き声を出す竹製の笛。芝居で使われる。

### その他
- 唐人笛（とうじんぶえ）- チャルメラのこと、または喇叭（らっぱ）のこと。
- 磯笛 - 海女が水中での仕事を終えて水面に顔を出したとき、詰めていた呼吸を戻す音が口笛のように鳴るもの。
- 虎落笛（もがりぶえ）- 冬の激しい風が柵や竹垣、電線などに吹きつけて発する笛のような音。気流の中に、これらの杭や電線などの障害物が有るとき、その風下にカルマン渦が交互に発生する事で起こる。冬の季語。香西かおりの演歌「風恋歌」（作詞・里村龍一）でも歌い込まれている。
- 喉笛 - 喉の気管が通っている部分、または喉仏を指す。本来の意味の笛とは異なるが、古くから単に「笛」でこれを指すこともあり、近代では森鷗外の『高瀬舟』の中にその用例がある。
- プーンギー - インドの伝統楽器。蛇使いがコブラ踊りをさせるために使う楽器でもある。